# Jordan Bonel
Jordan Bonel de Confolen(s), o anche Confolent o Cofolen o Cofemet e altre varianti (fl. tardo XII secolo), è stato un trovatore francese, originario dell'Aquitania, di cui molto poco si conosce in modo certo tranne il fatto che viene associato con la corte di Alfonso II di Aragona..
La sua vida ci dice che provenisse da Saintonge e che sembra essere stato contemporaneo di Bertran de Born. Quello che rimane del suo corpus poetico è probabilmente costituito di tre cansos, dove solo una viene attribuita a lui, sebbene comprensiva di melodia:
S'ira d'amor tengués amic gaudent,
non fora cel que mièlhs amès de me;
car pena e dòl e dams e marriment
ai sofertat longament; e'l conven
qu'ieu aja'l mal e ma domna lo ben.
E pos aissí li plai amb me de vire,
qu'ar sap e crei que non l'ausi redire,
vuèlh tot sofrir s'ela'l vòl et Amors:
gardatz s'ieu sui dels fenhents amadors!
La melodia somiglia a quelle di Arnaut de Maruelh, ma è piuttosto tradizionale, se confrontata a quelle dei suoi più illustri contemporanei. Lo schema è AAB con rime musicali alle cadenze.
Si crede che una delle cansos di Jordan si riferisca alla Terrasanta secondo Linda Paterson, sebbene né lei né Kurt Lewent la classifichino come una "canzone di crociata". La poesia si riferisce in effetti a Edessa come simbolo delle lontane distese della terra. La stessa canzone celebra Guiborc de Montausier, la "viscontessa" di Chalais (Chales o Chaletz):
A Chales vai, chansos, a midons dire,
A Na Guiborc cui beutatz saup eslire
E pretz e jois e largues' e valors,
Qe a leis mi clam de sos mals noiridors.